# Semiothisa distribuaria
Semiothisa distribuaria är en fjärilsart som beskrevs av Jacob Hübner 1825. Semiothisa distribuaria ingår i släktet Semiothisa och familjen mätare. Inga underarter finns listade i Catalogue of Life.